# Campeonato Europeu de Atletismo em Pista Coberta de 2021 - Revezamento 4x400 m masculino
A prova dos 4 x 400 metros masculino do Campeonato Europeu de Atletismo em Pista Coberta de 2021 foi disputada no dia 7 de março de 2021 na Arena Toruń, em Toruń, na Polónia.

## Recordes
Antes desta competição, os recordes mundiais e do campeonato nesta prova eram os seguintes:
|                       | Nacionalidade  | Tempo     | Local      | Data                   |
| --------------------- | -------------- | --------- | ---------- | ---------------------- |
| Recorde mundial       | Estados Unidos | 3m 01s 51 | Clemson    | 9 de fevereiro de 2019 |
| Recorde do campeonato | Bélgica        | 3m 02s 87 | Praga      | 8 de março de 2015     |
| Recorde europeu       | Polónia        | 3m 01s 77 | Birmingham | 4 de março de 2018     |

## Medalhistas
| Ouro                                                                                  | Prata                                                               | Bronze                                                               |
| Países Baixos · Jochem Dobber · Liemarvin Bonevacia · Ramsey Angela · Tony van Diepen | Chéquia · Vít Müller · Pavel Maslák · Michal Desenský · Patrik Šorm | Reino Unido · Joe Brier · Owen Smith · James Williams · Lee Thompson |

## Cronograma
Todos os horários são locais (UTC +1).
| Data       | Hora  | Evento |
| ---------- | ----- | ------ |
| 7 de março | 18:57 | Final  |

## Resultado
A final foi realizada às 18:57 no dia 7 de março de 2021.
| Posição           | Nacionalidade | Atleta                                                          | Tempo   | Notas |
| ----------------- | ------------- | --------------------------------------------------------------- | ------- | ----- |
| Medalha de ouro   | Países Baixos | Jochem Dobber Liemarvin Bonevacia Ramsey Angela Tony van Diepen | 3:06.06 | EL,   |
| Medalha de prata  | Chéquia       | Vít Müller Pavel Maslák Michal Desenský Patrik Šorm             | 3:06.54 |       |
| Medalha de bronze | Reino Unido   | Joe Brier Owen Smith James Williams Lee Thompson                | 3:06.70 |       |
| 4                 | Bélgica       | Alexander Doom Jonathan Borlée Dylan Borlée Kevin Borlée        | 3:06.96 |       |
| 5                 | Itália        | Edoardo Scotti Robert Grant Brayan Lopez Vladimir Aceti         | 3:07.37 |       |

Legenda
| Recorde mundial       | Recorde mundial (World record)               |                       | Recorde africano                      | Recorde africano (African) |                                           | Q | Classificado por posição (Qualified) |
| Recorde do campeonato | Recorde do campeonato (Championship record)  | Recorde da América    | Recorde da América (Americas)         | q                          | Classificado por melhor tempo (Qualified) |   |                                      |
| Melhor marca do ano   | Melhor marca do ano (World leading)          | Recorde asiático      | Recorde asiático (Asian)              | DNS                        | Não largou (Did not start)                |   |                                      |
| Recorde nacional      | Recorde nacional (National record)           | Recorde europeu       | Recorde europeu (European)            | DNF                        | Não terminou (Did not finish)             |   |                                      |
| Recorde pessoal       | Recorde pessoal do atleta (Personal best)    | Recorde da Oceania    | Recorde da Oceania (Oceania)          | DSQ / DQ                   | Desclassificado (Disqualified)            |   |                                      |
| Recorde da temporada  | Recorde da temporada do atleta (Season best) | Recorde sul-americano | Recorde sul-americano (South America) | NM                         | Sem marca (No mark)                       |   |                                      |